# Julirevolten 1927
Under  Julirevolten 1927 (tyska: Julirevolte) (även känd som Svarta fredagen - 15 juli 1927) dödade Österrikes polis 84 demonstranter, Fyra poliser dödades och över 600 personer skadades.
Sammandrabbningen var ett resultat av konflikten mellan socialdemokrater och en allians bestående av rika företagare samt romersk-katolska kyrkan i Österrike. Många paramilitära styrkor hade bildats i det tidiga 1920-talets Österrike. Två av dessa var Hermann Hiltls Frontkämpfervereinigung och vänsterns Republikanischer Schutzbund. Strider mellan grupperna i Schattendorf i Burgenland den 30 januari 1927 resulterade i att en man och ett barn dödades. Högerveteraner beskylldes för dödsfallen vid en rättegång i Wien i juli, men frikändes av en jury.
En generalstrejk utlöstes med målet att få ett slut på kansler Ignaz Seipels regering. Massiva protester ledde till att polisen öppnade eld vid Justizpalast i Wien. Polisminister Johann Schober lyckades se till att våld användes, vilket resulterade i 89 dödsfall.

### Fotnoter
1. ↑  Brook-Shepherd, Gordon (1996) (på engelska). The Austrians: a thousand-year odyssey. London: HarperCollins. Libris 4459356. ISBN 0-00-255384-8.